# Foglár Imre
Tésai Foglár Imre (1789 körül – Fajkürt, 1842. december 5.) Bars vármegyei főszolgabíró, több vármegye táblabírája, utóbb császári királyi kamarás. Halálát tüdősorvasztóláz okozta, örök nyugalomra helyezték 1842. december 9-én. Felesége kuntapolczai Czékus Mária volt.
Adakozott Virág Benedek emlékkövére.

## Műve
- Magyar hősök emlékei Bars vármegyében. Korszaki jegyzékekből összeszedte... 1842. Pest.